# Nanomedicina
Nanomedicina je medicinska primena nanotehnolgije. Nanomedicina obuhvata medicinsku primena nanomaterijala, nanoelektronskih biosenzora, i niza mogućih budućih primena molekulske nanotehnologije. Nanomedicina se isto tako bavi problemima nanotoksikologije i uticajem nanoskalnih materijala na životnu sredinu. 
Nanomedicinsko istraživanje sponzira mnoštvo organizacija. Jedna od njih je američki Nacionalni institut za zdravlje, koji ima petogodišnje planove za nekoliko nanomedicinskih centara. Procenjuje se da je u razvoju nekoliko stotina lekova i sistema njihove isporuke koji su bazirani na nanotehnologiji.

## Literatura
- Monografija Nanomedicina, najveći izazov 21. veka, objavljena 2012. godine autor Vukoman Jokanović
- Institute of Medicine, United States (2011). Nanotechnology and Oncology: Workshop Summary. Washington, DC: The National Academies Press. ISBN 978-0-309-16321-7. Приступљено 16. 8. 2014.

## Spoljašnje veze
- Uticaj nanotehnologije na biometričke nauke
- Primena nanočestica u biologiji i medicini